# O-38觀察機
Douglas O-38是道格拉斯飛行器公司為美國陸軍航空兵團製造的觀察機。1931年至1934年間，道格拉斯為空軍製造了156架O-38，其中8架是O-38F。1941年珍珠港襲擊時，有些仍在服役。O-38是O-25的現代化版本。
目前僅剩1架O-38展示於俄亥俄州代頓附近的萊特-派特森空軍基地的美國空軍國家博物館中。 

## 型號

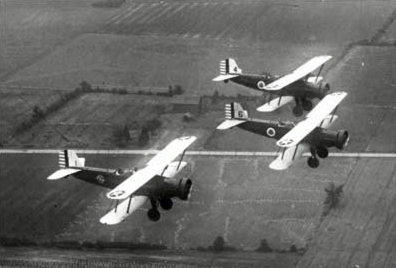
俄亥俄州國民警衛隊第112觀察中隊的O-38B

O-38O-25的衍生版本，但配備普惠R-1690-3星型引擎和Townend環形整流罩；國民警衛隊接收了全部44架量產版

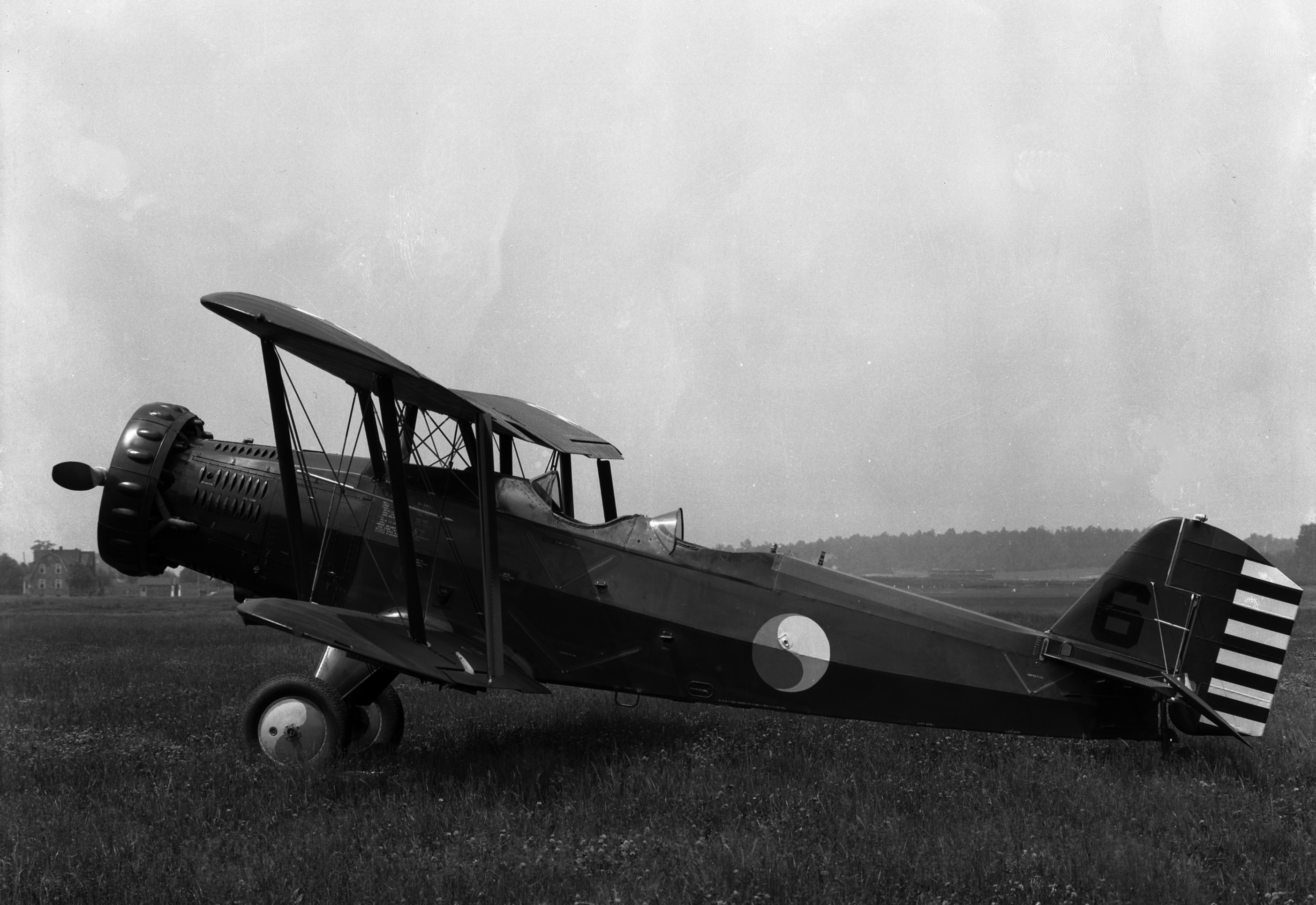
馬裡蘭州空軍國民警衛隊的O-38

O-38A國民警衛隊的非武裝聯絡機
O-38BO-38的衍生型，配備 -1690-5引擎；總產量為63架，其中30架用於美國陸軍航空兵團觀察中隊，33 架給予美國國民兵
O-38C美國海岸防衛隊使用的版本，與O-38B相似
O-38E與O-38S類似，駕駛艙上方有滑動座艙蓋，使用普惠R-1690-13星型引擎；可以裝配Edo浮筒；國民警衛隊接收了37架
O-38F1933 年交付給美國國民兵 的八架非武裝聯絡機，配備R-1690-9發動機和經過改進的全封閉座艙蓋
O-38P與E/F系列幾乎相同。1933年2月，六架裝有Edo浮筒的O-38P交付給秘魯；其中三架參加了與哥倫比亞的衝突，並與哥倫比亞的霍克II戰鬥機進行空戰，其中一架在衝突中毀損。剩餘的O-38改裝成教練機直到1940年退役
O-38S商用版本的O-38，具有更寬更深的機身、機組人員座艙蓋和平滑整流罩，並使用萊特R-1820-E旋風星型引擎；該機其實是O-38E的原型
A-6提議使用O-38作為無線電控制標靶無人機（已取消)

## 用戶
海地
- 海地空軍（英语：Haiti Air Corps）

 秘魯
- 秘魯海軍

 美国
- 美國陸軍航空兵團

### 書目
- Eden, Paul; Moeng, Soph. . Bradley's Close, 74–77 White Lion Street, London, N1 9PF: Amber Books Ltd. 2002: 1152  [2023-12-07]. ISBN 0-7607-3432-1. （原始内容存档于2008-10-29）.

## 外部連結
- . National Museum of the US Air Force.   [17 May 2019].